# Red Wolves d'Arkansas State
Les Red Wolves d'Arkansas State (en anglais : Arkansas State Red Wolves), anciennement les « Indians », sont un club omnisports universitaire de l'Université d'État de l'Arkansas située à Jonesboro (Arkansas).
Les équipes sportives des Red Wolves participent aux compétitions universitaires organisées par la National Collegiate Athletic Association et sont membres de la Sun Belt Conference à l'exception du programme de bowling qui est membre de la Conference USA.
À la suite d'une recommandation de la NCAA, visant à limiter les références aux Amérindiens, l'université change le surnom de l'équipe en 2008, remplaçant le terme « Indians » pour celui de « Red Wolves ».